# Toyota eCom
Toyota eCom - prototypowy samochód elektryczny wyprodukowany przez koncern Toyota w 1998 roku. Wyposażony w silnik elektryczny o mocy 25 KM, zasilany dwudziestoma czterema, akumulatorami niklowo-metalowo-wodorkowymi o napięciu 12 V, które pozwalały na około 100 km jazdy, bez potrzeby ładowania. Prędkość maksymalna 100 km/h (ograniczona elektronicznie).